# 失鲁孩
失鲁孩（Šilüqai）那颜，又作雪里坚那颜，蒙古帝国将领，彻里台（沼兀列台、照烈）氏人，蒙古第22位开国功臣（千户）。
1203年，合兰真沙陀之战后，铁木真败于王罕，逃至班朱尼河（今呼伦湖西南）流域。铁木真与失鲁孩、拙赤合撒儿、术赤台、札八儿火者、镇海、速不台、哈散纳、阿朮魯、绍古儿、孛秃、耶律阿海、耶律秃花、怀都、塔海拔都儿、答失蛮·哈只不、玉速阿剌、哈班（速不台的父亲）、忽鲁浑（速不台的哥哥）等十九人共饮班朱尼河水，立誓复仇。1206年，大蒙古国建立，他受封为功臣千户，列为第二十二位。后率领彻里台部部民，征讨各国。死于河西（西夏）。其子麥吉襲職，從窝阔台定中原，后来病亡。麥吉之子麦里襲職。